# Thomas Kind Bendiksen
Thomas Kind Bendiksen, född 8 augusti 1989 i Harstad, är en norsk fotbollsspelare som spelar för Sandefjord.
Han har tidigare spelat för IF Elfsborg, och har även ett förflutet i skotska Rangers.